# Niphona alboplagiata
Niphona alboplagiata là một loài bọ cánh cứng trong họ Cerambycidae.